# Богданець (гміна)
Гміна Богданець (пол. Gmina Bogdaniec) — сільська гміна у північно-західній Польщі. Належить до Гожовського повіту Любуського воєводства.
Станом на 31 грудня 2011 у гміні проживало 7084 особи.

## Площа
Згідно з даними за 2007 рік площа гміни становила 112.12 км², у тому числі:
- орні землі: 68.00%
- ліси: 21.00%

Таким чином, площа гміни становить 9.28% площі повіту.

## Населення
Станом на 31 грудня 2011:
| Опис     | Загалом | Загалом | Чоловіки | Чоловіки | Жінки | Жінки |
| -------- | ------- | ------- | -------- | -------- | ----- | ----- |
| одиниця  | осіб    | %       | осіб     | %        | осіб  | %     |
| все      | 7084    | 100     | 3477     | 49.08    | 3607  | 50.92 |
| міське   | 0       | 100     | 0        |          | 0     |       |
| сільське | 7084    | 100     | 3477     | 49.08    | 3607  | 50.92 |

## Сусідні гміни
Гміна Богданець межує з такими гмінами: Вітниця, Дещно, Кшешице, Любішин.